# Гіпокамп (супутник)
Гіпокамп, або Гіппокамп — маленький внутрішній супутник Нептуна. Він був відкритий командою спостерігачів під керівництвом Марка Шоволтера на архівних знімках, зроблених космічним телескопом ім. Габбла у 2004—2009 роках.

## Фізичні характеристики
Спочатку вважалось, що діаметр супутника складає приблизно 19 кілометрів, пізніше було встановлено, що його діаметр становить 34 км.

## Орбітальні характеристики

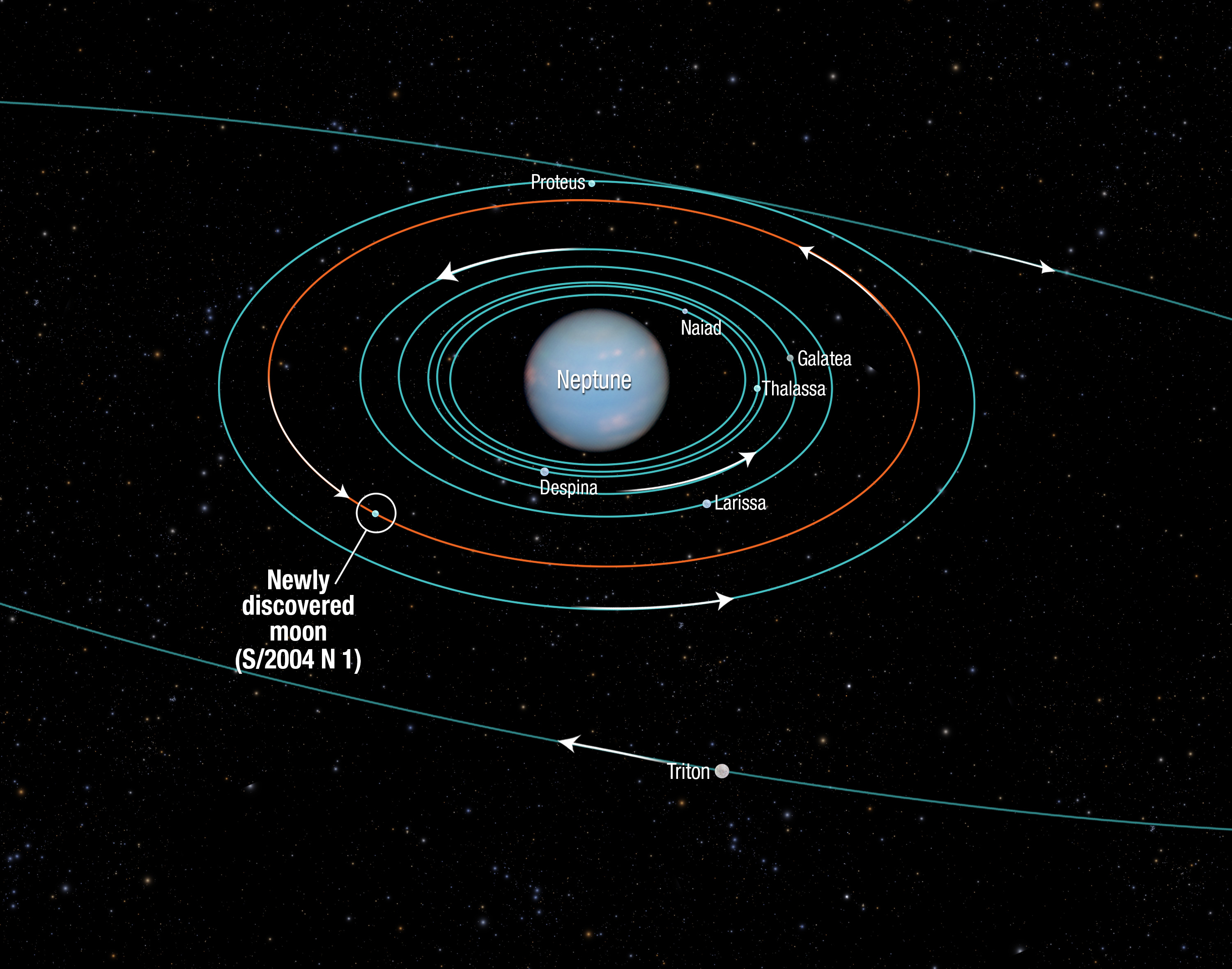
Діаграма орбіт супутників Нептуна до Тритона, орбіта Гіпокампа виділена червоним.

Обертається навколо Нептуна між орбітами Лариси і Протея. Велика піввісь його орбіти становить 105,3 тис. км. Період обертання навколо планети складає близько 23 годин.

## Назва
20 лютого 2019 року супутник отримав офіційну назву Гіпокамп — на честь морського коня з риб'ячим хвостом із давньогрецької міфології.